# Escurçana

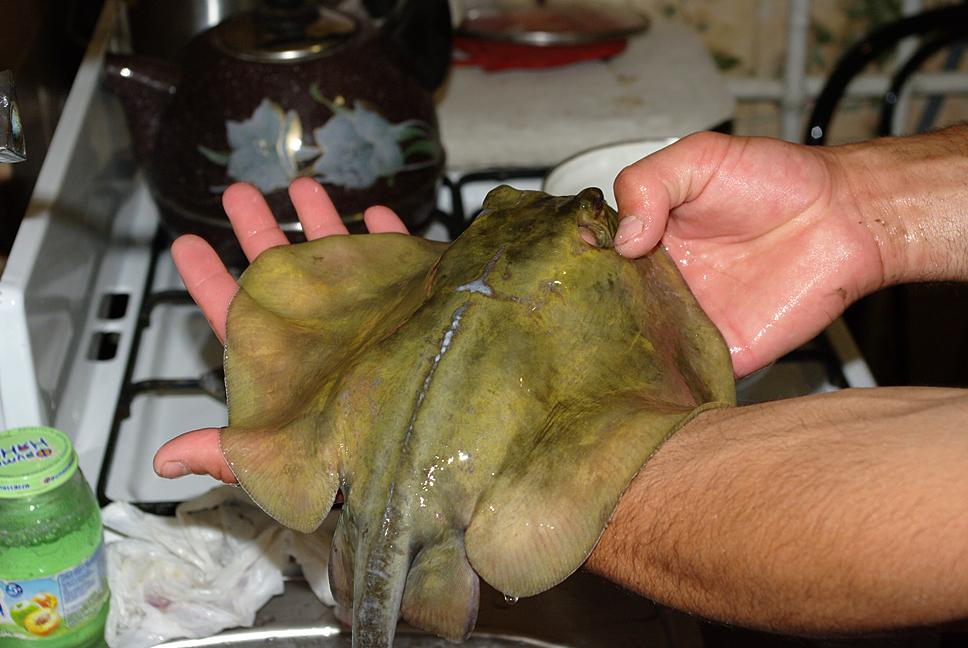
Exemplar capturat a la mar Negra

L'escurçana, l'escurçó, la ferrassa o, per confusió, la tòtina, el milà o la milana (Dasyatis pastinaca) és un peix de la classe dels condrictis, de l'ordre dels miliobatiformes. Per ignorància de la significació originària del mot, els pescadors de Tarragona també apliquen el nom de tòtina a l'escurçana, tot i que en el DIEC està acceptat tòtina com a sinònim d'escurçana. La confusió de noms entre els dasiàtids i els miliobàtids no és un defecte exclusiu dels pescadors catalans, sinó que també la fan els italians.

## Descripció
- Té forma plana i romboidal.
- Ulls en posició dorsal.
- Boca en posició ventral.
- Cua llarga, filamentosa i acabada en un fibló llarg, dentat i molt tòxic, que només fa servir com a mecanisme de defensa.

## Espècies semblants
Amb el nom d'escurçana es coneixen també altres peixos de la família dels dasiàtids, com ara l'escurçana clavellada i l'escurçana violeta.

## Gastronomia
Com altres rajades, l'escurçana és un dels pocs peixos que té més bon gust si no es menja fresc. Cal deixar-la un parell de dies a la nevera, perquè el gust sigui menys fort. És un peix de pell dura que s'ha d'escaldar primer ficant la rajada en una olla gran d'aigua bullent per un poquet de temps i tornant a treure-la tot seguit. Aleshores, es treu la pell i es talla a trossos.
Si es vol fer l'escurçana a la meunière o al forn, és millor posar els trossos a adobar per un temps en aigua amb vinagre i sal o amb suc de llimona durant una hora com a mínim. Després es pot arrebossar i fregir o ficar-la al forn amb mantega o oli d'oliva. Se serveix amb trossos prims de llimona i julivert. A Portugal es menja fregida.
El fetge de la rajada era molt apreciat en la cuina tradicional, però actualment el fetge, havent adquirit mala fama, ja no es troba gaire com a plat. A França, es preparaven els beignets de foie de raie i el foie de raie en croute, i a Anglaterra el poached skate liver on toast.
És un peix apreciat a Alemanya, França i Anglaterra. Als Països Catalans es menja més rarament. L'escurçana és sovint un dels ingredients de la sarsuela de peix, plat on es barregen trossos de diferents peixos poc comuns, que tenen un paper una mica extraordinari dins de la gastronomia tradicional.

## Interaccions humanes

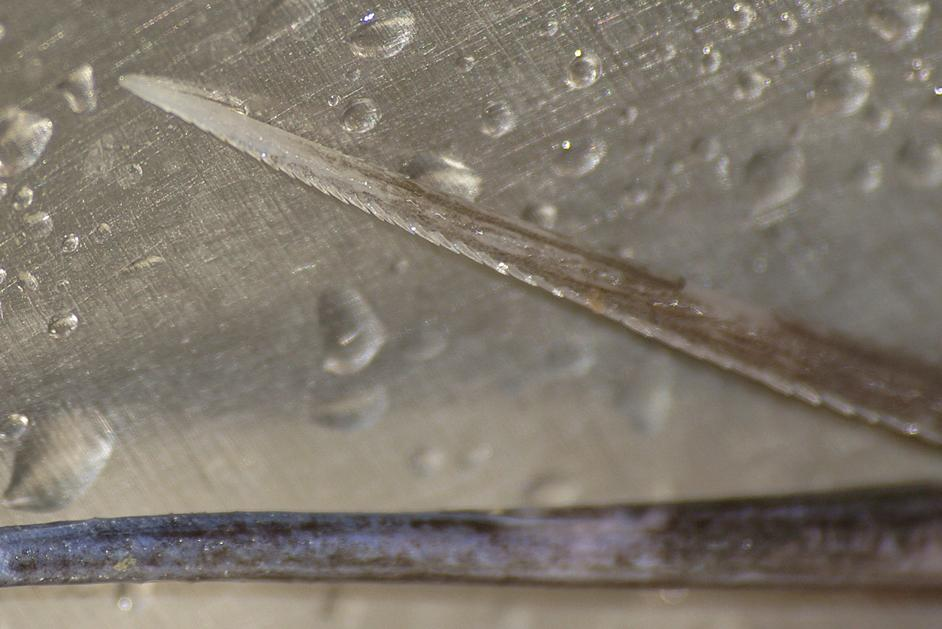
La columna dentada de la cua de l'escurçana és potencialment perillosa.

Tot i que no és agressiva, l'escurçana pot causar una ferida insuportable amb la seva espina de la cua dentada i verinosa. Els antics grecs i romans temien molt el seu verí, amb autors com Elià (175-235 dC) afirmant que les ferides d'escurçana eren incurables. El naturalista romà Plini el Vell (23–79 dC), en el seu Naturalis Historia, va afirmar que la seva columna vertebral era capaç de matar arbres, perforar l'armadura com una fletxa i el ferro corroït. El poeta grec Opían (172–210 dC) va afirmar que el toc del verí de l'escurçana podria fins i tot dissoldre la pedra. En la mitologia grega, Hèrcules es deia que havia perdut un dit per la mossegada d'una escurçana i es deia que Circe havia armat el seu fill Telègon amb una llança amb punta amb una espina d'escurçana, amb la qual va matar accidentalment el seu pare Odisseu.
El zoòleg britànic Francis Day, a la seva obra de 1884 The Fishes of Great Britain and Ireland (Els peixos de la Gran Bretanya i Irlanda), va assenyalar que l'escurçana comuna no es menjava a causa de la seva carn "ranca i desagradable", i que els pescadors gal·lesos van utilitzat el seu oli de fetge com a tractament per a cremades i altres lesions. En l'actualitat es venen les aletes pectorals o "ales" d'aquesta espècie fumada o assecada i salada, i també s'utilitza com a font de farina de peix i oli de fetge. El fetge es considera una delícia a la cuina francesa, i s'utilitza per preparar plats com ara beignets de foie de raie i foie de raie en croute.
Les escurçanes preses accidentalment per pescadors comercials en moltes parts de la seva distribució, utilitzant arrossegament de fons, tremalls, palangres i setges en platges. Per les seves preferències d'hàbitat costaner, aquesta escurçana és més susceptible a la pesca costanera a petita escala que a les operacions industrials, com a les Illes Balears, on representa el 40% de la pesca en xarxa de tauró i escurçana. Els estudis indiquen que les raies comunes han disminuït a la Mediterrània i l'Atlàntic nord-est, i poden haver estat extirpades del golf de Biscaia. Com a resultat, la Unió Internacional per a la Conservació de la Natura (IUCN en les seves sigles en anglès) ha valorat aquesta espècie com a Vulnerable. L'escurçana comuna està protegida en cinc àrees marines protegides (AMP) a les Illes Balears, i també es beneficia de la prohibició de la Unió Europea d'utilitzar pesca d'arrossegament a 5,6 km de la costa.